# Liste der Wappen im Kreis Plön
Diese Liste zeigt die Wappen des Kreises Plön (Schleswig-Holstein) mit seinen Städten, Gemeinden und Ämtern.

## Kreiswappen

Karte Kreis Plön, Schleswig-Holstein
Kreiswappen Plön[1]

## Amtsfreie Städte und Gemeinden

Ascheberg (Holstein)[2]
Bösdorf[3]
Bönebüttel[4]
Plön[5], Stadt
Preetz[6], Stadt
Schwentinental[7], Stadt

## Ämter

### Amt Bokhorst-Wankendorf

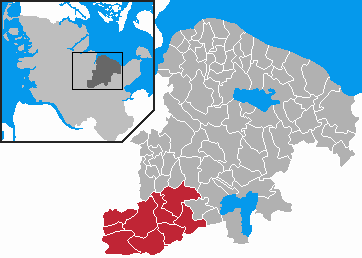
Lage des Amtes
Wappen Amt Bokhorst-Wankendorf[8]

Belau[9]
Großharrie
Rendswühren[10]
Ruhwinkel[11]
Schillsdorf
Stolpe[12]
Tasdorf
Wankendorf[13]

### Amt Großer Plöner See

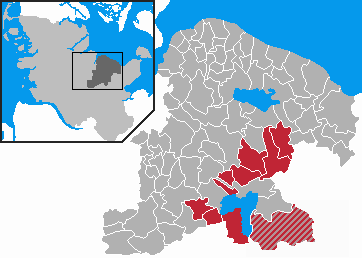
Lage des Amtes (Bosau, Kreis Ostholstein schraffiert)
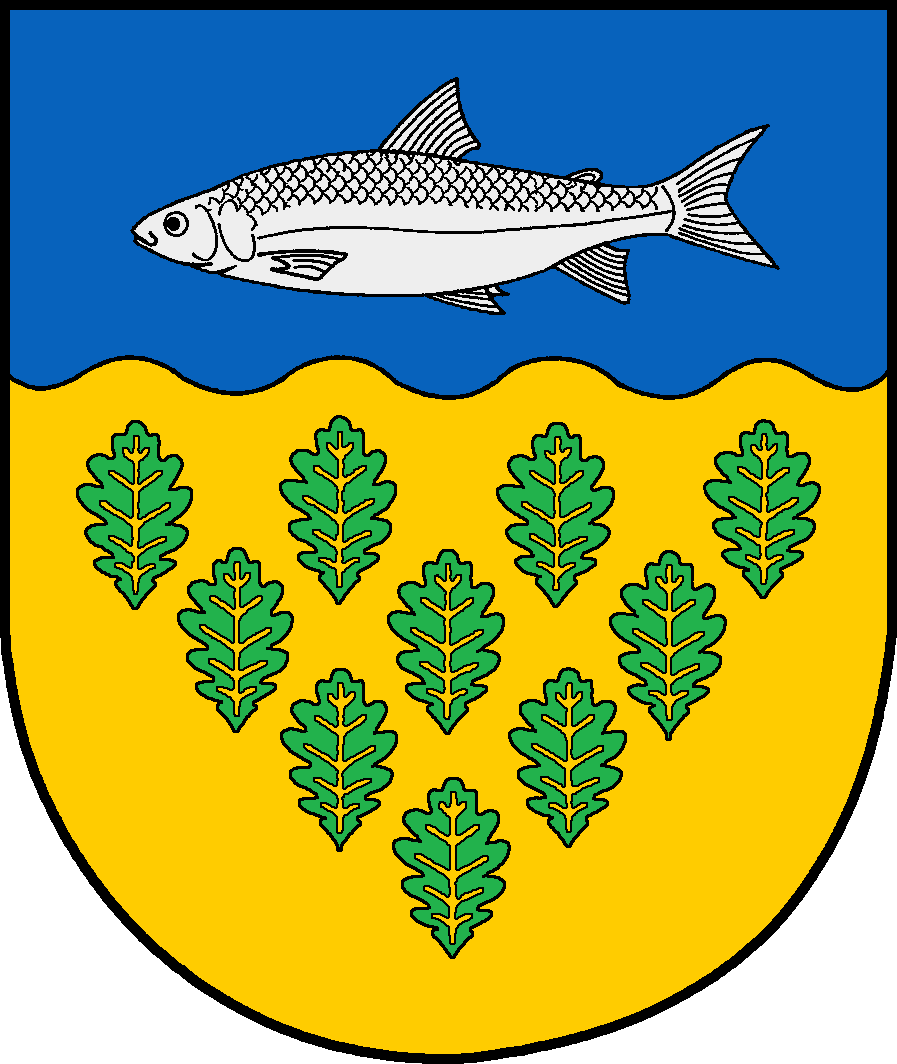
Wappen Amt Großer Plöner See

- Dersau[15]
- Dörnick[16]
- Grebin[17]
- Kalübbe[18]
- Lebrade[19]
- Nehmten[20]
- Rantzau[21]
- Rathjensdorf[22]
- Wittmoldt[23]

Dersau
Dörnick
Grebin
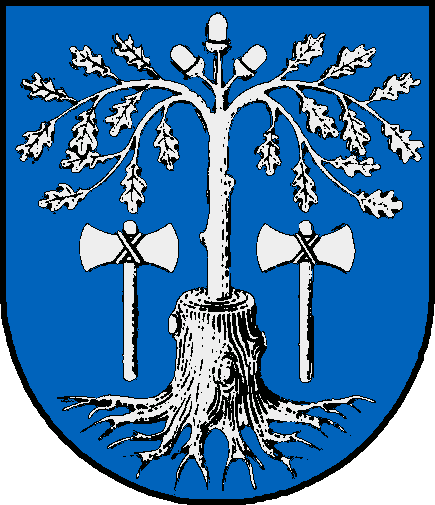
Kalübbe
Lebrade
Nehmten
Rantzau
Rathjensdorf
Wittmoldt

Zehnte amtsangehörige Gemeinde ist Bosau aus dem Kreis Ostholstein.

### Amt Lütjenburg

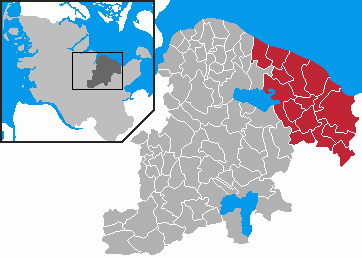
Lage des Amtes
Wappen Amt Lütjenburg[24]

Behrensdorf (Ostsee)[25]
Blekendorf[26]
Dannau[27]
Giekau[28]
Helmstorf[29]
Högsdorf[30]
Hohenfelde[31]
Hohwacht (Ostsee)[32]
Kirchnüchel[33]
Klamp[34]
Kletkamp
Lütjenburg[35], Stadt
Panker[36]
Schwartbuck[37]
Tröndel[38]

### Amt Preetz-Land

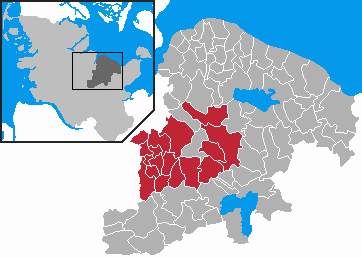
Lage des Amtes
Das Amt führt kein Wappen

Barmissen[39]
Boksee[40]
Bothkamp[41]
Großbarkau[42]
Honigsee[43]
Kirchbarkau[44]
Klein Barkau[45]
Kühren[46]
Lehmkuhlen[47]
Löptin[48]
Nettelsee[49]
Pohnsdorf[50]
Postfeld[51]
Rastorf[52]
Schellhorn[53]
Wahlstorf[54]
Warnau[55]

### Amt Probstei

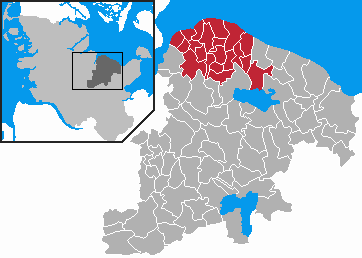
Lage des Amtes
Wappen Amt Probstei[56]

Barsbek[57]
Bendfeld[58]
Brodersdorf[59]
Fahren[60]
Fiefbergen[61]
Höhndorf[62]
Köhn[63]
Krokau[64]
Krummbek[65]
Laboe[66]
Lutterbek[67]
Passade[68]
Prasdorf[69]
Probsteierhagen[70]
Schönberg (Holstein)[71]
Stakendorf[72]
Stein[73]
Stoltenberg[74]
Wendtorf[75]
Wisch[76]

### Amt Schrevenborn

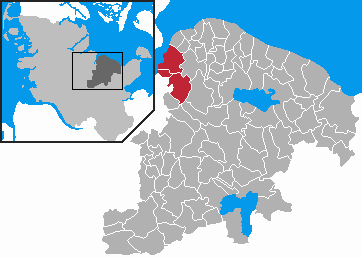
Lage des Amtes
Das Amt führt kein Wappen

Heikendorf
Mönkeberg
Schönkirchen

- Heikendorf[77]
- Mönkeberg[78]
- Schönkirchen[79]

### Amt Selent/Schlesen

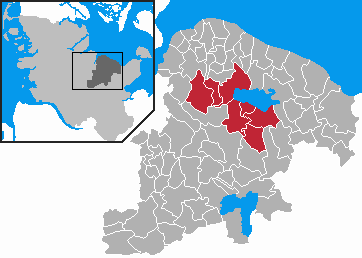
Lage des Amtes
Wappen Amt Selent/Schlesen[80]

Dobersdorf[81]
Fargau-Pratjau[82]
Lammershagen[83]
Martensrade[84]
Mucheln[85]
Schlesen[86]
Selent[87]

## Ehemalige Ämter

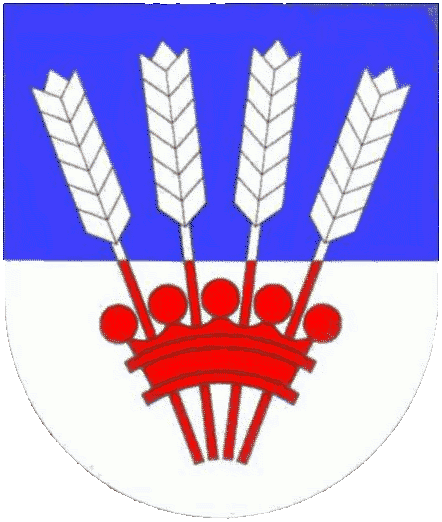
Amt Wankendorf

## Ehemalige Gemeinden

Klausdorf
Raisdorf

- Klausdorf[89]
- Raisdorf[90]

## Blasonierungen
1. ↑  Kreis Plön: „Durch einen silbernen Wellenbalken von Rot und Blau geteilt. Oben das silberne holsteinische Nesselblatt, begleitet rechts von einem silbernen Eichenblatt, links von einer silbernen Ähre; unten ein silberner Fisch.“ (Kommunale Wappenrolle Schleswig-Holstein)
2. ↑  Ascheberg (Holstein): "Unter silbernem Schildhaupt, darin ein blauer Wechselzinnenbalken, in Rot drei spatelförmige, im Dreipass von einer silbernen Blüte ausgehende silberne Blätter." (Kommunale Wappenrolle Schleswig-Holstein)
3. ↑  Bösdorf: "Über rotem, über einem silbernen Wellenbalken abgeschlossenem Schildfuß, darin ein abwechselnd aus zwei Blättern und drei Eicheln bestehender Eichenzweig, in Blau ein linksgewendeter silberner Räderpflug." (Kommunale Wappenrolle Schleswig-Holstein)
4. ↑  Bönebüttel: „Über einer gesenkten roten Spitze, diese belegt mit einer silbernen Mitra, in Silber ein blaues Spatenblatt rechts und eine begrannte blaue Getreideähre links.“ (Kommunale Wappenrolle Schleswig-Holstein)
5. ↑  Plön: „In Silber über abwechselnd silbernen und blauen Wellen, in denen ein roter Fisch schwimmt, eine durchgehende, niedrige rote Zinnenmauer aus Ziegeln, besetzt mit einem gedrungenen roten Zinnenturm mit zwei schwarzen Torbögen; über dem Turm schwebend das holsteinische Wappen (in Rot das silberne Nesselblatt).“ (Kommunale Wappenrolle Schleswig-Holstein)
6. ↑  Preetz: „Durch einen goldenen Wellenbalken geteilt von Blau und Rot. Oben ein silberner Fisch, unten das silberne holsteinische Nesselblatt.“ (Kommunale Wappenrolle Schleswig-Holstein)
7. ↑  Schwentinental: „Durch eine oben eingebogene Deichselteilung geteilt. Oben in Blau zwei silberne Wellenfäden, rechts in Rot ein silberner Krummstab, dessen Schaft abgebrochen ist, links in Gold ein grüner Eichenzweig.“ (Kommunale Wappenrolle Schleswig-Holstein)
8. ↑  Amt Bokhorst-Wankendorf: „Von Blau und Rot durch einen silbernen Wellenbalken geteilt. Unten vier leicht fächerförmig sich überlappende goldene Buchenblätter, daraus zum Schildhaupt wachsend vier silberne in Höhe des Wellenbalkens rote Ähren.“ (Kommunale Wappenrolle Schleswig-Holstein)
9. ↑  Belau: „Über einem wachsenden, oben mit Zinnen abschließenden grünen Palisadenzaun in Silber ein schwarzer Hakenpflug, darüber zwei grüne Seeblätter nebeneinander.“ (Kommunale Wappenrolle Schleswig-Holstein)
10. ↑  Rendswühren: „Von Silber und Grün leicht gesenkt geteilt. Oben ein grünes Giebelbrett mit silbernem Vierpassfenster, unten eine silberne Lilie.“ (Kommunale Wappenrolle Schleswig-Holstein)
11. ↑  Ruhwinkel: „Von Silber und Gold durch einen mit sieben Lindenblättern besteckten grünen Sparren geteilt, unten ein linksgewendetes rotes Horn.“ (Kommunale Wappenrolle Schleswig-Holstein)
12. ↑  Stolpe: „Durch einen silbernen Balken von Blau und Rot schräglinks geteilt. Oben zwei goldene frühgeschichtliche Schalen in Seitenansicht untereinander, die obere etwas größer als die untere; unten das silberne holsteinische Nesselblatt.“ (Kommunale Wappenrolle Schleswig-Holstein)
13. ↑  Wankendorf: „Geviert. 1 in Blau ein schräg gelegter, aus drei Ähren bestehender silberner Weizenfruchtstand, 2 in Silber ein schräglinker roter Wechselzinnenbalken, 3 in Silber ein schräglinker roter Balken, 4 in Blau ein gestürzter, schräger silberner Eichenzweig mit drei Blättern.“ (Kommunale Wappenrolle Schleswig-Holstein)
14. ↑  Amt Großer Plöner See: „Von Blau und Rot durch einen silbernen Wellenbalken geteilt. Unten vier leicht fächerförmig sich überlappende goldene Buchenblätter, daraus zum Schildhaupt wachsend vier silberne in Höhe des Wellenbalkens rote Ähren.“ (Kommunale Wappenrolle Schleswig-Holstein)
15. ↑  Dersau: „Von Blau und Gold schräg geteilt. Oben ein silbernes Mühlrad, unten ein blaues Wagenrad, begleitet oben rechts und unten links von je einem aufrechten blauen Erlenblatt.“ (Kommunale Wappenrolle Schleswig-Holstein)
16. ↑  Dörnick: „Von Silber und Blau im Wellenschnitt geteilt. Oben ein aus zwei überkreuz gestellten stilisierten Pferdeköpfen bestehendes rotes Giebelbrett, unten ein silbernes Boot mit seitlichem Steuerruder.“ (Kommunale Wappenrolle Schleswig-Holstein)
17. ↑  Grebin: „Von Rot und Silber schräg geviert. 1 und 4 ein silbernes Hainbuchenblatt, 2 ein blaues Mühlrad, 3 ein zwölfgliedriger blauer Steinkreis.“ (Kommunale Wappenrolle Schleswig-Holstein)
18. ↑  Kalübbe: „In Blau ein bewurzelter silberner Eichenstumpf, aus dessen Mitte ein silberner, oben in einen Fruchtstand mit drei Eicheln mündender junger Eichbaum hervorwächst, beiderseits begleitet von je einem aufrechten, doppelschneidigen silbernen Steinbeil.“ (Kommunale Wappenrolle Schleswig-Holstein)
19. ↑  Lebrade: „Gespalten und hinten geteilt. Vorn in Blau zwei schräggestellte goldene Schlüssel, hinten oben in Silber ein schräglinker blauer Wellenbalken, unten in Rot ein silberner Topfhelm mit zwei außen mit Federbüscheln besteckten Hörnern.“ (Kommunale Wappenrolle Schleswig-Holstein)
20. ↑  Nehmten: „In Blau ein breiter goldener Wappenpfahl mit fünf grünen gestellten Eichenblättern 2 : 1 : 2.“ (Kommunale Wappenrolle Schleswig-Holstein)
21. ↑  Rantzau: „Von Silber und Rot gespalten. Vorn in Frontalsicht ein Topfhelm mit mondsichelförmigen Büffelhörnern, hinten eine abgerissene Schlüsselblume, deren fünf Blüten auswärts weisen, in verwechselten Farben.“ (Kommunale Wappenrolle Schleswig-Holstein)
22. ↑  Rathjensdorf: „Von Rot und Gold schräglinks geteilt. Vorn ein oben abgeflachter silberner Topfhelm des 13. Jahrhunderts, besetzt mit zwei silbernen, außen mit Dornen besteckten Rädern (Helmzier), hinten ein vierblättriges grünes Kleeblatt.“ (Kommunale Wappenrolle Schleswig-Holstein)
23. ↑  Wittmoldt: „Von Blau und Gold im Wellenschnitt erhöht geteilt. Oben ein silbernes Boot, unten eine grüne Glasflasche (Bocksbeutel) mit Siegel, begleitet von je zwei grünen Glassiegeln rechts und links.“ (Kommunale Wappenrolle Schleswig-Holstein)
24. ↑  Amt Lütjenburg: „Über blauem Schildfuß ein schmaler silberner Wellenfaden, darüber ein breiter grüner Wellenbalken, darüber in Gold ein roter Ziegelsteinturm mit drei Zinnen, silbernen Stützbalken und einem silbernen Fenster rechts, bordiert von 15 blauen Kornblumen.“ (Kommunale Wappenrolle Schleswig-Holstein)
25. ↑  Behrensdorf (Ostsee): „Gespalten von Silber und Rot. Vorn über zwei blauen Wellen ein roter Leuchtturm mit goldenen Fensteröffnungen in der spitzbedachten, über einer Galerie sich erhebenen Laterne. Hinten über einem schräglinks liegenden goldenen Eichenblatt eine ebensolche Ähre.“ (Kommunale Wappenrolle Schleswig-Holstein)
26. ↑  Blekendorf: „Von Blau und Silber bogenförmig nach oben geteilt. Oben ein zu einer liegenden Acht verschlungenes silbernes Seil, unten ein rotes Buch mit silbernem Schnitt und aufgenageltem silbernen Lilienkreuz.“ (Kommunale Wappenrolle Schleswig-Holstein)
27. ↑  Dannau: „Von Silber und Blau im Wellenschnitt geteilt. Oben schräg gekreuzt eine rote Axt und ein roter Dreschflegel, unten in fächerartiger Anordnung eine begrannte goldene Gerstenähre zwischen zwei silbernen Eichenblättern.“ (Kommunale Wappenrolle Schleswig-Holstein)
28. ↑  Giekau: „In Rot eine schräggestellte, stilisierte silberne Zange, oben begleitet von einem siebenstrahligen silbernen Stern.“ (Kommunale Wappenrolle Schleswig-Holstein)
29. ↑  Helmstorf: „Durch einen silbernen Wellenbalken von Blau und Rot geteilt. Oben, durch den Wellenbalken im unteren Viertel überdeckt, ein silbernes Mühlrad, unten drei 2 : 1 gestellte silberne Hufeisen mit nach oben gekehrten Stollen.“ (Kommunale Wappenrolle Schleswig-Holstein)
30. ↑  Högsdorf: „In Grün unter einem bewurzelten silbernen Eichbaum mit sieben Blättern und zwei roten Eicheln drei goldene Steinkreise in der Stellung 2 : 1.“ (Kommunale Wappenrolle Schleswig-Holstein)
31. ↑  Hohenfelde: „Von Silber und Blau im Wellenschnitt schräglinks geteilt. Oben ein aufgerichteter roter Flusskrebs, unten ein silbernes Mühlrad.“ (Kommunale Wappenrolle Schleswig-Holstein)
32. ↑  Hohwacht (Ostsee): „In Silber unter vier nebeneinander gestellten, mit den Stollen abwärts weisenden roten Hufeisen ein erhöhter, an den Seiten abflachender blauer Hügel, der mit einem einmastigen, segellosen silbernen Schiff in der Form einer historischen Siegelabbildung belegt ist.“ (Kommunale Wappenrolle Schleswig-Holstein)
33. ↑  Kirchnüchel: „In Blau eine nach Art eines gotischen Bogens ausgeschweifte silberne Spitze, belegt mit einer roten heraldischen Rose mit grünen Kelchblättern, von der nach unten fächerartig und sich verbreiternd drei blaue Ströme ausgehen.“ (Kommunale Wappenrolle Schleswig-Holstein)
34. ↑  Klamp: „In Rot eine erniedrigte, gefüllte goldene Deichsel, oben belegt mit drei grünen Ähren, die mittlere etwas erniedrigt, unten überdeckt mit elf silbernen Schindeln balkenweise, von denen die beiden äußeren im Schildrand verschwinden.“ (Kommunale Wappenrolle Schleswig-Holstein)
35. ↑  Lütjenburg: „In Blau über grün-silbernen Wellen eine durchgehende, torlose silberne Zinnenmauer, mit breitem Zinnenturm, der ein vierpassförmiges Fenster aufweist und mit zwei auswärts geneigten roten Fähnchen an goldenen Stangen und mit je drei sechsstrahligen goldenen Sternen übereinander besteckt ist; zwischen den Fähnchen ein roter Schild mit silbernem Nesselblatt; beiderseits des Turmes ein sechsstrahliger goldener Stern.“ (Kommunale Wappenrolle Schleswig-Holstein)
36. ↑  Panker: „In Blau ein breiter silberner Pfahl, belegt mit einem neugotischen roten Ziegelturm über polygonalem Grundriss mit Fialen oberhalb des Zinnenkranzes, gotischen Fenstern im unteren und kreisförmigen Fenstern in den oberen Geschossen und offenem, übergiebeltem Tor und begleitet beiderseits von drei pfahlweise gestellten, eingebogenen silbernen Rauten.“ (Kommunale Wappenrolle Schleswig-Holstein)
37. ↑  Schwartbuck: „In Silber ein leicht erhöhter blauer Wellenbalken, oben ein rotes Torhaus, unten schräg gekreuzt eine schwarze Forke und ein schwarzer Dreschflegel.“ (Kommunale Wappenrolle Schleswig-Holstein)
38. ↑  Tröndel: „Von Silber und Blau schräglinks geteilt, darin in verwechselten Farben je eine Wasserschwertlilie.“ (Kommunale Wappenrolle Schleswig-Holstein)
39. ↑  Barmissen: „Auf Blau ein breiter goldener mit oben drei grünen Schwarzerlenblättern über einem roten Wagenrad belegter Pfahl. “ (Kommunale Wappenrolle Schleswig-Holstein)
40. ↑  Boksee: „In Rot das silberne holsteinische Nesselblatt, belegt mit einem blauen Wappen, darin drei goldene Buchenblätter 2 : 1.“ (Kommunale Wappenrolle Schleswig-Holstein)
41. ↑  Bothkamp: „In Blau eine goldene Spitze, darin eine rote zylindrische Sternwarte, oben rechts eine goldene Haferrispe, oben links ein 14-strahliger goldener Stern.“ (Kommunale Wappenrolle Schleswig-Holstein)
42. ↑  Großbarkau: „Von Rot und Blau durch einen schmalen silbernen Staffelgiebelbalken geteilt. Unten ein fünfspeichiges silbernes Wagenrad.“ (Kommunale Wappenrolle Schleswig-Holstein)
43. ↑  Honigsee: „In Blau oben ein abgebrochener silberner Krummstab, daneben und nach unten versetzt drei goldene Bienen 2 : 1.“ (Kommunale Wappenrolle Schleswig-Holstein)
44. ↑  Kirchbarkau: „In Blau unter einem silbernen Zinnenbalken ein goldenes spätgotisches Kleeblattkreuz stehend auf einem silbernen abgebrochenen Rad.“ (Kommunale Wappenrolle Schleswig-Holstein)
45. ↑  Klein Barkau: „Von Rot und Blau durch eine gemauerte silberne Brücke gesenkt geteilt. Oben ein silbernes Flügelkreuz einer Windmühle. “ (Kommunale Wappenrolle Schleswig-Holstein)
46. ↑  Kühren: „Von Gold und Blau schräglinks geteilt. Oben drei grüne Kastanienblätter 2 : 1, unten ein silberner Mühlstein.“ (Kommunale Wappenrolle Schleswig-Holstein)
47. ↑  Lehmkuhlen: „Durch einen blauen Wellenbalken erniedrigt von Silber und Gold geteilt. Oben ein grünes Eichenblatt und drei fächerförmig gestellte grüne Rohrkolben mit rotem Samenstand zwischen zwei grünen Schilfblättern.“ (Kommunale Wappenrolle Schleswig-Holstein)
48. ↑  Löptin: „Gespalten. Vorn von Silber und Rot senkrecht in zwei Reihen schräg gewürfelt; hinten von Silber und Blau zweimal geteilt.“ (Kommunale Wappenrolle Schleswig-Holstein)
49. ↑  Nettelsee: „In Blau sechs schräglinke silberne Wellenfäden, überdeckt mit einem goldenen, seinerseits mit einem grünen Nesselblatt belegten Ankerkreuz.“ (Kommunale Wappenrolle Schleswig-Holstein)
50. ↑  Pohnsdorf: „In Silber ein breiter, mit einem unten verstutzten silbernen Abtstab belegter blauer Wellenpfahl, begleitet vorn von einer roten Ähre, hinten von drei roten Buchenblättern pfahlweise, von denen die unteren die jeweils oberen schuppenartig überdecken.“ (Kommunale Wappenrolle Schleswig-Holstein)
51. ↑  Postfeld: „Unter blauem Schildhaupt, darin drei goldene Garben, in Silber ein rotes Mühlrad.“ (Kommunale Wappenrolle Schleswig-Holstein)
52. ↑  Rastorf: „Im oben rechts mit einer roten, oben links mit einer silbernen Rapsblüte belegten, silbern-rot gespaltenen Schild eine abgeflachte Wellenspitze nach Art eines barocken Giebels, darin unter einer Rapsblüte eine Bogenbrücke, alles in verwechselten Farben.“ (Kommunale Wappenrolle Schleswig-Holstein)
53. ↑  Schellhorn: „Durch einen silbernen Balken schräglinks geteilt. Oben in Blau ein silberner, in vier Teile gleichmäßig geteilter Ring, unten in Rot ein aufrechtes silbernes Horn.“ (Kommunale Wappenrolle Schleswig-Holstein)
54. ↑  Wahlstorf: „In Silber eine schrägrechte, mit drei goldenen Getreideähren schrägbalkenweise belegte rote Zinnenmauer, darüber sechs blaue Wellenfäden.“ (Kommunale Wappenrolle Schleswig-Holstein)
55. ↑  Warnau: „Von Gold und Grün erhört geteilt. Oben eine stehende schwarze Rabenkrähe, unten ein einfacher silberner Ring, erhöht begleitet rechts von einem abgebrochenen silbernen Krummstab und links von einem silbernen Kleeblatt.“ (Kommunale Wappenrolle Schleswig-Holstein)
56. ↑  Amt Probstei: „Von Silber und Blau gesenkt geteilt. Oben ein rotes Probsteier Haupthaus, unten ein abgebrochener goldener Krummstab mit 20 rot gefüllten Knäufen.“ (Kommunale Wappenrolle Schleswig-Holstein)
57. ↑  Barsbek: „In Rot ein silberner Barsch.“ (Kommunale Wappenrolle Schleswig-Holstein)
58. ↑  Bendfeld: „Von Rot und Silber schräglinks geteilt. Oben ein abgebrochener silberner Krummstab, unten ein blauer Horst Pfeifengras (Molinia caerulea).“ (Kommunale Wappenrolle Schleswig-Holstein)
59. ↑  Brodersdorf: „Durch einen silbernen Balken von Blau und Rot geteilt. Oben zwei auswärts geneigte silberne Buchenblätter, unten eine übereck gestellte silberne Egge mit dem Anhängehaken an der linken Ecke.“ (Kommunale Wappenrolle Schleswig-Holstein)
60. ↑  Fahren: „In Silber ein grüner über zwei blauen Wellenbalken, darüber eine stürzende schwarze Krähe.“ (Kommunale Wappenrolle Schleswig-Holstein)
61. ↑  Fiefbergen: „Von Blau und Rot durch einen nach oben fünffach geschuppten silbernen Balken geteilt. Oben eine silberne fliegende Waldfledermaus (Großer Abendsegler: Nyctalus noctula) in Frontalansicht, unten ein silbernes Koppeltor.“ (Kommunale Wappenrolle Schleswig-Holstein)
62. ↑  Höhndorf: „In Silber über drei blauen Wellenbalken die rote Front eines Bauernhauses, begleitet rechts oben von einem schwarzen Wagenrad und links oben von einem schwarzen Hammer mit zwei am Stiel ausschlagenden Eicheln.“ (Kommunale Wappenrolle Schleswig-Holstein)
63. ↑  Köhn: „In Silber über einem aus zwei schwebenden Tragsteinen und einem Deckstein bestehenden roten Steingrab ein bewurzelter, oben abgeschnittener und rechts und links mit jeweils zwei waagerechten wiederbelaubten Ästen versehener grüner Eichenstamm.“ (Kommunale Wappenrolle Schleswig-Holstein)
64. ↑  Krokau: „Über silbernem dreiteiligen Wellenbalken auf Blau ein schräggestelltes goldenes Flügelkreuz einer Windmühle.“ (Kommunale Wappenrolle Schleswig-Holstein)
65. ↑  Krummbek: „In Grün ein silberner Wellenbalken, oben zwei goldene Rapsblüten, unten ein abgebrochener goldener Krummstab.“ (Kommunale Wappenrolle Schleswig-Holstein)
66. ↑  Laboe: „In Blau über silbernen Wellen im Schildfuß ein auffliegender, rot bewehrter silberner Schwan, links begleitet von einem gestürzten (d. h. mit den Haken nach oben gekehrten) goldenen Anker.“ (Kommunale Wappenrolle Schleswig-Holstein)
67. ↑  Lutterbek: „In Grün ein silbernes Mühlrad, in den Oberecken begleitet von einem goldenen lateinischen Krückenkreuz vorn und einer goldenen Getreideähre hinten.“ (Kommunale Wappenrolle Schleswig-Holstein)
68. ↑  Passade: „Unter silbernem Schildhaupt, darin zwei einander zugewandte rote Haubentaucher, von Blau und Silber fünfmal geteilt.“ (Kommunale Wappenrolle Schleswig-Holstein)
69. ↑  Prasdorf: „Durch einen goldenen Wellenbalken von Blau und Grün schräglinks geteilt. Oben ein abgebrochener goldener Krummstab, unten zwei begrannte goldene Getreideähren.“ (Kommunale Wappenrolle Schleswig-Holstein)
70. ↑  Probsteierhagen: „Durch einen silbernen Wellenbalken schräglinks geteilt. Oben in Grün ein hervorbrechender, rotbewehrter, goldener Wolf mit einem silbernen Eichenzweig in der linken Tatze, unten neunmal von Grün und Gold geteilt, überdeckt mit zwei silbernen Pflugeisen schräg untereinander.“ (Kommunale Wappenrolle Schleswig-Holstein)
71. ↑  Schönberg (Holstein): „Von Blau und Silber im Wellenschnitt geteilt. Oben ein frontal gestellter silberner Ochsenkopf zwischen zwei goldenen Ähren, unten eine wachsende rote Kirchturmspitze mit kugelförmigem Knauf, in ihrem oberen Teil überdeckt mit einem roten Barsch.“ (Kommunale Wappenrolle Schleswig-Holstein)
72. ↑  Stakendorf: „Von Silber und Blau schräglinks geteilt. Oben ein rotes Niedersachsenhallenhaus, unten ein schräglinker silberner Streifen (Stake), um den sich eine schwarze Ringelnatter windet.“ (Kommunale Wappenrolle Schleswig-Holstein)
73. ↑  Stein: „In Blau ein silberner Wellenbalken, darüber eine nach Art eines oben gekappten Stufengiebels gebaute silberne Steinbrücke, darunter ein goldener Plattfisch. In den Oberecken und in der Öffnung der Brücke je eine goldene Rapsblüte.“ (Kommunale Wappenrolle Schleswig-Holstein)
74. ↑  Stoltenberg: „Von Rot und Silber geteilt; oben ein silbernes Nesselblatt, unten drei blaue Kornblumenblüten 2 : 1.“ (Kommunale Wappenrolle Schleswig-Holstein)
75. ↑  Wendtorf: „Schräglinks geteilt durch einen golden-rot geteilten Balken. Oben in Blau vier silberne Wellenfäden, überdeckt mit einem linksgewendeten, springenden goldenen Fisch, unten in Silber vier blaue Wellenfäden, überdeckt mit einem roten Spatenblatt.“ (Kommunale Wappenrolle Schleswig-Holstein)
76. ↑  Wisch: „Von Silber und Grün durch Zinnen schräglinks geteilt. Vorn zwei blaue Wellenbalken, hinten eine goldene Harke mit abgebrochenem Stiel.“ (Kommunale Wappenrolle Schleswig-Holstein)
77. ↑  Heikendorf: „In Blau ein oben von zwei goldenen Eichenblättern begleiteter silberner Sparren, innerhalb dessen ein goldenes Pflugeisen; darunter in silbernem, durch Wellenschnitt abgeteiltem Schildfuß ein blauer Fisch.“ (Kommunale Wappenrolle Schleswig-Holstein)
78. ↑  Mönkeberg: „In Blau eine wachsende Signalbake, bestehend aus einem turmförmigen silbernen Stahlgerüst, das oben mit einer Galerie abschließt, und darüber einem roten Topp-Zeichen in Form eines auf die Spitze gestellten Dreiecks.“ (Kommunale Wappenrolle Schleswig-Holstein)
79. ↑  Schönkirchen: „Auf rotem Schildfuß, darin ein von zwei goldenen Ähren begleitetes silbernes (holsteinisches) Nesselblatt, in Gold der neugotische, mit einem Satteldach abschließende rote Turm der Schönkirchener Kirche, in den Oberecken begleitet von zwei roten heraldischen Rosen.“ (Kommunale Wappenrolle Schleswig-Holstein)
80. ↑  Amt Selent/Schlesen: „In Blau mit goldenem mit sieben grünen Buchenblättern belegten Bord ein nach links oben schwimmender silberner Fisch.“ (Kommunale Wappenrolle Schleswig-Holstein)
81. ↑  Dobersdorf: „Durch einen silbernen Schrägwellenbalken von Blau und Rot geteilt. Oben ein silbernes Eichenblatt, unten ein springender silberner Wolf.“ (Kommunale Wappenrolle Schleswig-Holstein)
82. ↑  Fargau-Pratjau: „Von Blau und Silber im Wellenschnitt geteilt. Oben über einem silbernen Wellenfaden ein silbernes Herrenhaus mit dreiachsigem Mittelrisalith, vierachsigen Flügel, anschließenden niedrigen dreiachsigen Verbindungstrakten zu erhöhten polygonalen Flankentürmen. Unten ein aufrechtes grünes Eschenblatt aus elf Einzelblättern.“ (Kommunale Wappenrolle Schleswig-Holstein)
83. ↑  Lammershagen: „Von Blau und Silber durch fünf Zinnen geteilt. Oben ein silberner Fisch (Maräne), unten ein roter Flechtzaun.“ (Kommunale Wappenrolle Schleswig-Holstein)
84. ↑  Martensrade: „Von Blau und einer roten Backsteinmauer durch einen nach oben gewellten, nach unten gezinnten silbernen Schrägbalken geteilt. Unten ein silberner Baumstumpf.“ (Kommunale Wappenrolle Schleswig-Holstein)
85. ↑  Mucheln: „Von Gold und Grün im Schrägzinnenschnitt schrägrechts geteilt. Oben ein blaues Seeblatt, unten ein an der Teilung wachsendes überhalbes silbernes Mühlrad.“ (Kommunale Wappenrolle Schleswig-Holstein)
86. ↑  Schlesen: „Von Silber und Blau im Verhältnis 2 :1 geteilt. Oben ein rotes Schulhaus in neugotischem Stil mit gestuftem Mittelrisalit über dem Eingang und jeweils vier Fenstern zu beiden Seiten; über dem Mittelrisalit ein Dachreiter mit spitzem Turmhelm, an den Stirnseiten des Daches in Traufen- und Firsthöhe je ein spitzes, bedachtes Türmchen. Unten zwei silberne Wellenbalken.“ (Kommunale Wappenrolle Schleswig-Holstein)
87. ↑  Selent: „Von Silber und Blau im Wellenschnitt geteilt. Oben ein liegender roter Schlüssel mit dem Griff nach links und dem Bart nach unten vor einer wachsenden neugotischen silbernen Zinnenmauer ein runder, neugotischer silberner Zinnenturm.“ (Kommunale Wappenrolle Schleswig-Holstein)
88. ↑  Amt Wankendorf: „Auf blau-weiß geteiltem Schild vier fächerförmig gestellte, oben silberne, unten rote Ähren, die unten mit einer roten Krone belegt sind.“ (Kommunale Wappenrolle Schleswig-Holstein)
89. ↑  Klausdorf: „In Rot ein silberner Krummstab, dessen Schaft abgebrochen ist, über einem silbernen Wellenbalken im Schildfuß.“ (Kommunale Wappenrolle Schleswig-Holstein)
90. ↑  Raisdorf: „Von Grün und Gold dreimal geteilt und ein Eichenzweig in vertauschten Farben. “ (Kommunale Wappenrolle Schleswig-Holstein)